# Horton Heath (Hampshire)
Horton Heath – wieś w Anglii, w hrabstwie Hampshire, w dystrykcie Eastleigh. Leży 14 km na południowy wschód od miasta Winchester i 103 km na południowy zachód od Londynu. W 2001 miejscowość liczyła 2223 mieszkańców.